# Комсомольский проспект (Томск)
Комсомо́льский проспе́кт — один из самых длинных проспектов в Томске, его длина равна 3,89 км. Начинается от развязки с улицей Пушкина, пересекает реку Ушайку, проспект Фрунзе и заканчивается на площади Кирова. Важная транспортная магистраль города.

## История
Своё название получила 29 октября 1968 года в связи с празднованием 50-летия ВЛКСМ. Прежнее название улицы — Казанская (Большая Казанская), улица являлась одной из старых улиц Томска. Прежнее название связано с Казанью — городом, с которым ставший университетским Томск установил тесную связь — профессора Казанского университета (в первую очередь уроженец Томской губернии Г. З. Елисеев, а также В. М. Флоринский) энергично поддержали проект открытия первого сибирского университета в Томске). Из Казани происходили многие видные сотрудники Томского университета — П. Н. Крылов, С. К. Кузнецов, Д. Н. Беликов, а также известные томские педагоги — Д. Л. Кузнецов, В. В. Плотников (епископ Борис).
Казанская икона Божьей Матери была очень популярна среди томичей, ей была посвящена церковь в томском Богородице-Алексеевском монастыре, университетская церковь.
По названию улицы ближайшая к улице часть города стала именоваться Казанкою (Казанью). Улица была продолжена за реку Ушайку — возникла Северо-Казанская улица. Две части улицы были соединены мостом в 1909 году.

## Современность
Благодаря своему положению проспект позволяет частично разгружать параллельно идущие Красноармейскую улицу и проспект Ленина, тем более, что по проспекту проходят один из шести маршрутов (маршруты № 5, № 8 закрыты) томского троллейбуса (№ 7). Рядом (от улицы Лебедева и далее до площади Кирова проходит трамвайная линия. В 1995 году проспект был благоустроен. На проспекте проектируются новые жилые здания
Сегодня Комсомольский проспект — магистраль, соединяющая городской вокзал (Томск-I) со станцией Томск-II.
На проспекте расположены:
д. 48 — строящийся ЖК «На Комсомольском»
д. 59 — корпуса подшипникового завода
д. 62 — Томский манометровый завод ОАО «Манотомь»
трамвайный парк, трамвайно-троллейбусное управление,
д. 64/1 — автокомплекс «Гаро»
д. 64б — общежития Томского государственного педагогического университета
д. 68 — ГУ ЦБ РФ по Томской области
д. 70 — офисное здание
д. 75 — Томский государственный педагогический университет
ОАО НПЦ «Полюс» (за д. 77) и Мемориальный комплекс, посвященный 60-летию НПО «Полюс» (на углу с проспектом Кирова)
ТРЦ «Изумрудный город», ТЦ «Клевер», АТЦ «Остров», городская поликлиника № 4, автосервисные предприятия, автозаправочные станции, магазин «Всё для дома», магазин «Оптика № 1», военный комиссариат Советского района, охотничий магазин «Браконьер», общество глухих, супермаркет «СПАР», торговый центр «Экстра», ЗПП «Томский», стоматологическая клиника «Анкон», магазин «Свет-Лэнд», кафе «Валенсия», Спецавтохозяйство, Альфа-банк, Банк Москвы, развлекательный центр «Союз», Восточная транснациональная компания и другие организации.
На участке от пересечения реки Ушайки до развязки «4-я поликлиника» с востока граничит с Михайловской рощей.